# لئوپولد، ویکتوریا
لئوپولد (به انگلیسی: Leopold) یک حومه شهر در استرالیا است که در ویکتوریا (استرالیا) واقع شده‌است.

## تاریخچه
این منطقه قبلاً به نام کنزینگتون شناخته شده بود. اداره پست این منطقه به نام کنزینگتون در تاریخ ۱۹ مه ۱۸۵۸ افتتاح شد و به نام کنزینگتون هیل در سال ۱۸۸۲ثبت شد و به لئوپولد هیل در سال ۱۸۸۴ تبدیل شد و در نهایت به لئوپولد در سال ۱۸۸۵ تغییر نام یافت.